# Zvijerina
Zvijerina (cyr. Звијерина) – wieś w Bośni i Hercegowinie, w Republice Serbskiej, w gminie Bileća. W 2013 roku liczyła 6 mieszkańców.